# Idaea franconiaria
Idaea franconiaria là một loài bướm đêm trong họ Geometridae.